# Nadia Yasín
Nadia Yasín (en árabe: نادية ياسين‎), también conocida por la transcripción francesa de su nombre, Nadia Yassine, es una política marroquí, dirigente de la organización islamista Al Adl Wa Al Ihssan (Justicia y Caridad) e hija del fundador de la misma, Abdeslam Yasín.

## Inicios
Nació en Casablanca en 1958. Hizo sus estudios de secundaria en el liceo francés Descartes de Rabat y en el liceo Victor Hugo de Marrakech. Se licenció en ciencias políticas en la Universidad de Fez en 1980. Trabajó como profesora de francés hasta que, a mediados de los años ochenta, decidió dedicarse a tiempo completo al activismo político, sobre todo a raíz de que su padre fuera encarcelado por segunda vez (1983-1985).
En 1990 fue encarcelado su marido, Abd Allah Shibani, miembro también del movimiento, dejando a Nadia sola a cargo de las cuatro hijas del matrimonio. Fundadora y dirigente de la sección femenina de la organización Justicia y Caridad, es asimismo la principal portavoz de la organización, sobre todo desde que su padre se encuentra confinado en arresto domiciliario. 

## Participación política
En 2003 publicó en su primer libro, en francés, editado a la vez en Francia y Marruecos: Toutes voiles dehors, expresión marinera que puede traducirse por «A toda vela» pero que hace también un juego de palabras con voile, que significa tanto «vela» como «velo».
Privada de pasaporte hasta 2003, desde esa fecha viaja habitualmente para difundir las posturas de su organización. Partidaria de un retorno a lo que considera el espíritu original del islam, aboga por la república como modelo de Estado para Marruecos, al considerar que está más cercana que la monarquía al espíritu original del islam, por la participación de las mujeres en la vida pública, por la democracia representativa, por el ijtihad o esfuerzo de interpretación del Corán y la Sunna por parte de las comunidades de creyentes (y no por parte de un grupo cerrado de ulemas, como es lo habitual), por la reforma económica a fondo y por la no violencia activa como eje de la actividad política. Es contraria al wahhabismo saudí y sus derivaciones porque considera que presenta un conjunto cerrado y retrógrado de dogmas e impide la reflexión individual sobre el mensaje del Corán.
En 2006, la Junta Islámica de España demandó la legalización del partido de Yasín, alegando que tienen derecho a defender sus creencias siempre y cuando se enmarquen dentro de la ley islámica. A la vez, pidieron al fundador del partido que trate de conciliar posturas con el rey marroquí para que se libere de su arresto domiciliar y para que impere el entendimiento y la paz entre el partido y el régimen.
Sus posiciones acerca de la monarquía hicieron que se le abriera un proceso judicial en 2005, en el que se le pidieron de tres a cinco años de prisión.
Se presume que las pruebas que se presentarán en el juicio se basan en dos frases pronunciadas por Yasín:
- «La monarquía no se ha hecho para Marruecos»
- «El régimen no tardará en desmoronarse»

También será llevado a juicio el director del semanario Al Usbuiya Al Yadida, Abdelaziz Kukás, por haber publicado dichas declaraciones que a juicio de los acusadores, transgrede el orden. En respuesta, Yasín expresa que es una reacción del poder al sentirse endeble.